# 五島市立富江小学校
五島市立富江小学校（ごとうしりつ とみえしょうがっこう）は、長崎県五島市富江町富江にある公立小学校。略称は「富小」（とみしょう）。

## 概要
歴史
1874年（明治7年）創立。2014年（平成26年）に創立140周年を迎えた。
校章
中央に校名の「富小」の文字（縦書き）を置いている。
校歌
作詞は市瀬正生、作曲は山口健作による。歌詞は3番まで。
校区
住所表記で五島市富江町の後に「富江・土取（つちとり）・松尾・職人・狩立（かりたて）・繁敷（しげじき）・田尾・岳（がく）・黒島・山手」が続く地区。
中学校区は五島市立富江中学校。

## 沿革
前史（藩校）
- 1688年（元禄元年）- 富江藩第2代藩主 五島兵部盛朗（もりあき）、歓農方（陣屋内）に藩校「成章館」（せいしょうかん）を設立。士卒の子弟を入学させる。
- 1803年（享和3年）- 富江藩第6代藩主 五島伊賀守運龍（ゆきたつ）、成章館を富江郷100-4・7・9・10に移転拡張し、当時文武で有名なものを召して藩士を教育させる。
- 1840年（天保11年）- 富江藩第7代藩主 五島讃岐守盛貫（もりつら）、成章館の規模を拡大し、自ら教鞭をとる。
- 1871年（明治4年）- 廃藩置県に福江県に属することとなる。間もなく福江県は長崎県に統合される。これにより藩校が廃止される。
- 1872年（明治5年）8月 - 学制が頒布される。

正史
- 1874年（明治7年）5月[2] - 成章館（旧・藩校）跡に「第五大学区 第五中学区[3]富江小学校」が開校。初代校長に穎原季善が就任。
- 1876年（明治9年）- 旧陣屋内の旧藩邸に移転。
- 1878年（明治11年）- 郡制の実施により、松浦郡が4分割され、五島列島部分（宇久・小値賀を除く）は南松浦郡に属することとなる。
- 1880年（明治13年）- 教育令の施行により「富江学区 公立中等富江小学校」に改称。
- 1882年（明治15年）1月 - 旧・浜の町（富江309・314-124）大阪屋別邸に移転。女児を対象に裁縫科を設置。
- 1883年（明治16年）- 琴石・太田・狩立・繁敷・黒島・山下に分校を設置。
- 1884年（明治17年）- 狩立分校を廃止し、本校へ統合。
- 1885年（明治18年）- 「岐宿学区 公立中等富江小学校」に改称。
- 1886年（明治19年）- 小学校令が施行され、尋常小学校になることが決定（改称は翌年）。福江村に長崎県第十八高等小学校が設置される。
- 1887年（明治20年）4月 - 前年の小学校令の施行により、「尋常富江小学校」に改称。
- 1899年（明治22年）4月1日 - 町村制の施行により、富江村立の小学校となる。
- 1894年（明治26年）
  - 4月 - 小学校令の改正により「富江尋常小学校」に改称（「尋常」の位置が変わる）。
  - 7月 - 長崎県第十八高等小学校の廃止に伴い、校舎2階部分に隣村との組合によって高等小学校を設置。
- 1896年（明治29年）4月 - 組合立高等小学校の廃止に伴い、高等科を併置し「富江尋常高等小学校」に改称（尋常科4年・高等科4年）。
- 1899年（明治32年）1月 - 現在地に校舎を新築し移転を完了。
- 1900年（明治33年）10月 - 成章館（旧藩校）跡を改築して分教場とし、女子部とする。
- 1904年（明治37年）4月 - 高等科の科目に農業科が加えられる。
- 1906年（明治39年）10月 - 男児校と女児校の2校に分離。本校を「富江尋常高等小学校」（男児校）・女子部分教場を「富江女児尋常高等小学校」とする。
- 1908年（明治41年）4月 - 小学校令の改正により、義務教育年限（尋常科の修業年限）が4年から6年に延長される。
  - 修業年限が尋常科4年・高等科4年から「尋常科6年・高等科2年」に変更となる。
  - 旧高等科1年を尋常科5年に、旧高等科2年を尋常科6年に、旧高等科3年を高等科2年に、旧高等科4年を高等科2年に振り替える。
- 1911年（明治44年）6月 - 富江実業補習学校を併設。
- 1918年（大正7年）4月 - 富江女児尋常高等小学校を統合。
- 1922年（大正11年）
  - 4月 - 岳分校を設置。
  - 9月1日 - 町制施行で富江町が発足したことにより、富江町立の小学校となる。
- 1935年（昭和10年）- 青年学校令の施行により、併設の富江実業補習学校が「富江町青年学校」に改称。
- 1941年（昭和16年）4月1日 - 国民学校令の施行により、「富江町第一国民学校」に改称。尋常科を初等科に改める（初等科6年・高等科2年）。
  - 田尾小学校から繁敷分校が移管される。
- 1944年（昭和19年）5月 - 校舎を改築。
- 1947年（昭和22年）4月1日 - 学制改革（六・三制の実施）が行われる。
  - 富江第一国民学校の初等科が改組され、「富江町立第一小学校」に改称。
  - 福江第一国民学校の高等科と青年学校の普通科が改組され、新制中学校「富江町立富江中学校」となる。当初小学校に併設される。
- 1948年（昭和23年）
  - 3月 - 山崎分校を設置。
  - 4月1日 - 「富江町立富江小学校」に改称。
- 1949年（昭和24年）3月 - 中学校の独立校舎（木造）が完成し、移転したために併設を解消。
- 1965年（昭和40年）3月 - 鉄筋コンクリート造3階建ての新校舎が完成。
- 1968年（昭和43年）4月 - 体育館が完成。
- 1970年（昭和45年）1月 - 校舎を増築。
- 1971年（昭和46年）- 土俵が完成。
- 1974年（昭和49年）- 創立100周年記念式典を挙行。記念大運動会を実施。学校給食を開始。
- 1977年（昭和52年）- 運動場に夜間照明を設置。
- 1979年（昭和54年）- 鉄筋コンクリート造3階建ての西校舎を増築。
- 1983年（昭和58年）3月31日 - 繁敷分校を廃止（北緯32度39分8.6秒 東経128度44分29.4秒 / 北緯32.652389度 東経128.741500度）。

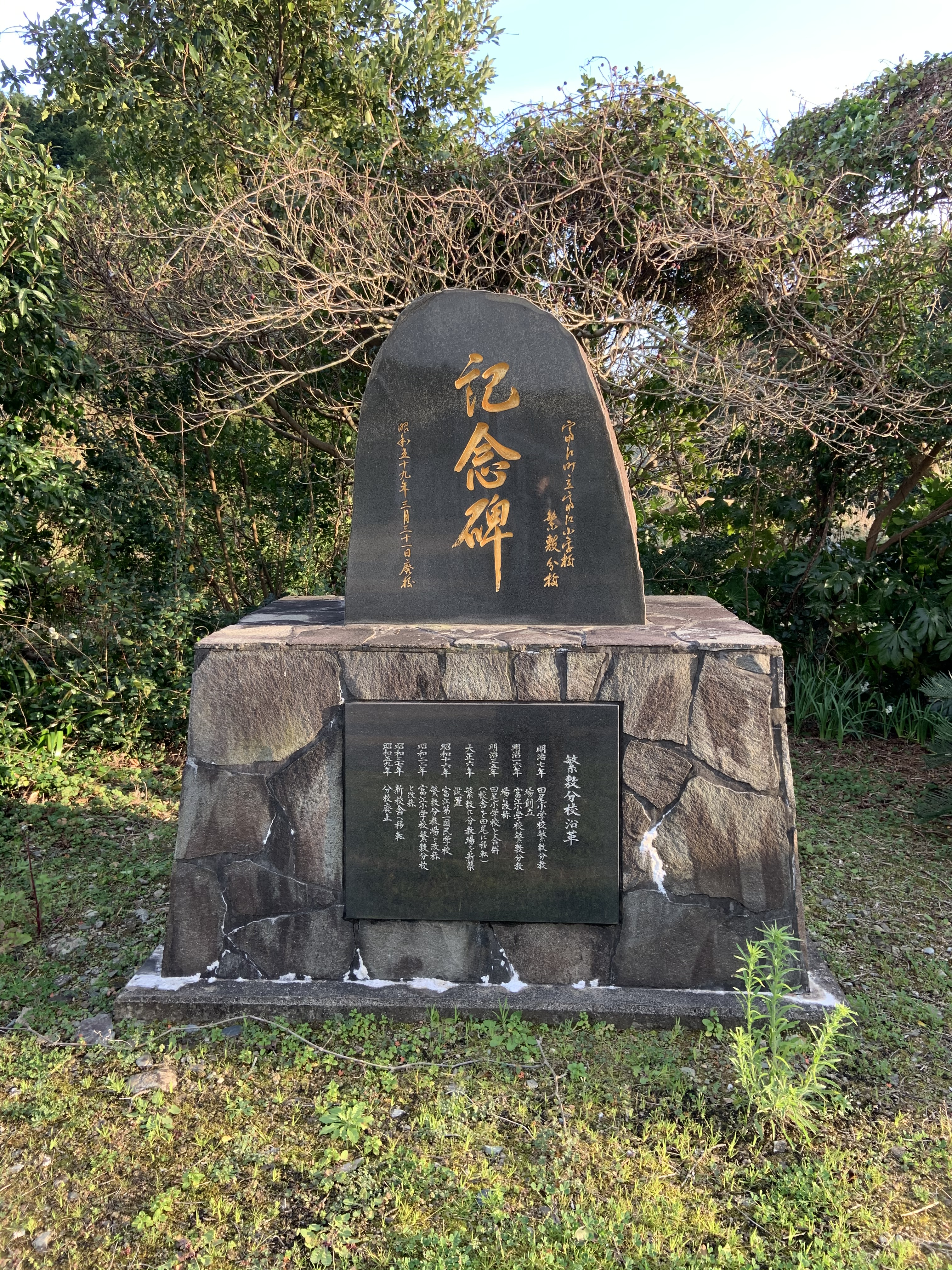
繁敷分校跡地記念碑

- 1984年（昭和59年）- 西玄関に築山が完成。
- 1987年（昭和62年）- 運動場に落葉処理場を設置。
- 1988年（昭和63年）- 国旗掲揚台を設置。
- 1990年（平成2年）4月1日 - 富江町立長峰小学校を統合し、長峰分校とする。
- 1991年（平成3年）- 回旋塔・鶏舎を設置。
- 1993年（平成5年）3月31日 - 山崎・岳・長峰の3分校を休校。
- 1994年（平成6年）- 校舎・中庭・土俵周辺を整備。
- 1995年（平成7年）- 2年生以上で英会話の授業を開始。
- 1996年（平成8年）- 校旗が寄贈される。
- 1997年（平成9年）- 少年の船が来校。
- 1998年（平成10年）3月31日 - 黒島分校を廃止（北緯32度36分12.6秒 東経128度49分57.3秒 / 北緯32.603500度 東経128.832583度）。
- 1999年（平成11年）- 運動場にジャングルジム・雲梯を設置。
- 2000年（平成12年）- 富江町立田尾小学校の2年生と交流を行う。田尾小学校を統合し田尾分校とし休校とする。
- 2001年（平成13年）- 運動場の石垣を積みなおす。
- 2002年（平成14年）- 体育館の大規模改修工事が完了。
- 2003年（平成15年）3月31日 - かねてより休校中であった山崎（北緯32度35分31.6秒 東経128度47分4.4秒 / 北緯32.592111度 東経128.784556度）・岳（北緯32度35分21.5秒 東経128度46分0.3秒 / 北緯32.589306度 東経128.766750度）・長峰（北緯32度36分33.8秒 東経128度41分39.6秒 / 北緯32.609389度 東経128.694333度）の3分校を廃止。
- 2004年（平成16年）8月1日 - 市町村合併で五島市が発足したことにより、「五島市立富江小学校」（現校名）へ改称。
- 2011年（平成23年）3月31日 - かねてより休校中であった田尾分校（北緯32度38分30.9秒 東経128度45分49.8秒 / 北緯32.641917度 東経128.763833度）を廃止[4]。

## 著名な出身者
- 大石賢吾（第20代長崎県知事）

## 交通アクセス
最寄りのバス停
- 五島自動車（五島バス）富江町内循環線など「富江小学校前」バス停

最寄りの道路
- 国道384号
- 長崎県道31号富江岐宿線

## 周辺
- 五島市立富江幼稚園・富江町武道館
- 五島市立富江中学校・五島市富江体育館・五島市民富江プール
- 五島市役所 富江支所（旧・富江町役場）
- 五島市消防本部富江出張所
- 長崎県警察五島警察署富江交番
- JAごとう富江支店
- 富江病院
- 旧長崎県立富江高等学校

## 参考資料
- 「富江町郷土誌」（2004年（平成16年）2月29日, 富江町教育委員会）p. 613 -